# اجي (كاغاوا)
آجي (باليابانية:庵治町؛ تلفظ: اجي-تشو) بلدة تقع في مقاطعة كيتا، ضمن محافظة كاغاوا في اليابان.
مساحتها (15.83 كلم2) وعدد سكانها عام 2003، بلغ (6,392 نسمة) بكثافة سكانية تصل إلى (403.79 شخص/كلم2).
في 10 يناير 2006، تم دمج بلدة اجي وبلدة موري (من مقاطعة كيتا)، وبلدتي كاغاوا وكونان (من مقاطعة كاغاوا) وبلدة كوكوبونجي (من مقاطعة اياوتا) مع مدينة تاكاماتسو لتوسيعها ولم تعد هذه البلدات بشكل كيانات مستقلة.

## اقرأ ايضاً
- مدن اليابان
- مدن اليابان الخاصة
- مقاطعات اليابان
- معبد محلي (اليابان)

## روابط خارجية
- الموقع الرسمي لمدينة شيموتسوكي (باللغة اليابانية).